# Římskokatolická farnost Horní Dvořiště
Římskokatolická farnost Horní Dvořiště je zaniklým územním společenstvím římských katolíků v rámci českokrumlovského vikariátu českobudějovické diecéze. 

## O farnosti

### Historie
V místě existovala od roku 1252 plebánie. Roku 1649 začaly být vedeny matriky. Farnost byla od roku 1658 pod správou cisterciáckého kláštera ve Vyšším Brodě.
Do obvodu farnosti patřily: Bludov, Český Heršlák, Horní Dvořiště, Klopanov, Konrátov, Přibyslavov, Sejfy, Svatomírov a Zbraslav.
V průběhu 20. století přestala být farnost obsazována sídelním knězem, duchovní správa začala být znovu obstarávána z Vyššího Brodu.

### Současnost
V 90. letech 20. století došlo k opravám farního kostela. Farnost je součástí kollatury Vyšší Brod, kde sídlí její duchovní správa. Vypomáhá zde též převor-administrátor vyšebrodského kláštera, který je tak nositelem cisterciácké tradice v místě. Bohoslužby ve farním kostele jsou jednou měsíčně. Farnost jako právnická osoba zanikla ke dni 31.12.2019 a jejím právním nástupce je Římskokatolická farnost Vyšší Brod.
| Kostel              | Místo          | Bohoslužba         | Bohoslužba | Poznámka     |
| ------------------- | -------------- | ------------------ | ---------- | ------------ |
| Kostel sv. Michaela | Horní Dvořiště | 1. neděle v měsíci | 11.30      | farní kostel |

Farní kostel sv. Michaela je v jádru gotická stavba z přelomu 15. a 16. století, barokně upravená po požáru v roce 1738.